# Диртутьнеодим
Диртутьнеодим — бинарное неорганическое соединение
неодима и ртути
с формулой Hg2Nd,
кристаллы.

## Получение
- Растворение стехиометрических количеств неодима в парах ртути:

{\displaystyle {\mathsf {Nd+2Hg\ {\xrightarrow {550^{o}C}}\ Hg_{2}Nd}}}

## Физические свойства
Диртутьнеодим образует кристаллы
гексагональной сингонии,
пространственная группа P 6/mmm,
параметры ячейки a = 0,4899 нм, c = 0,3530 нм, Z = 1,
структура типа диборида алюминия AlB2 или церийдикадмия Cd2Ce
.
Соединение образуется по перитектической реакции при температуре 550°C 
или конгруэнтно плавится при температуре ≈1100°C .